# Astacilla lobulata
Astacilla lobulata là một loài chân đều trong họ Arcturidae. Loài này được Barnard miêu tả khoa học năm 1925.